# Orla Baszta
Der Orla Baszta ist ein Berg in der Hohen Tatra mit einer Höhe von 2175 m n.p.m. und liegt in Polen. Über seinen Gipfel führt der Höhenweg Orla Perć.

## Lage und Umgebung
Unterhalb des Gipfels liegen zwei Täler, die Dolina Buczynowa im Osten und die Dolina Pańszczyca. 
Vom Gipfel der Skrajny Granat wird der Orla Baszta durch den Bergpass Granacka Przełęcz getrennt und von dem Gipfel Buczynowe Czuby durch den Bergpass Pościel Jasińskiego.

## Etymologie
Der Name Orla Baszta lässt sich als Adlerbastei übersetzen.

## Tourismus

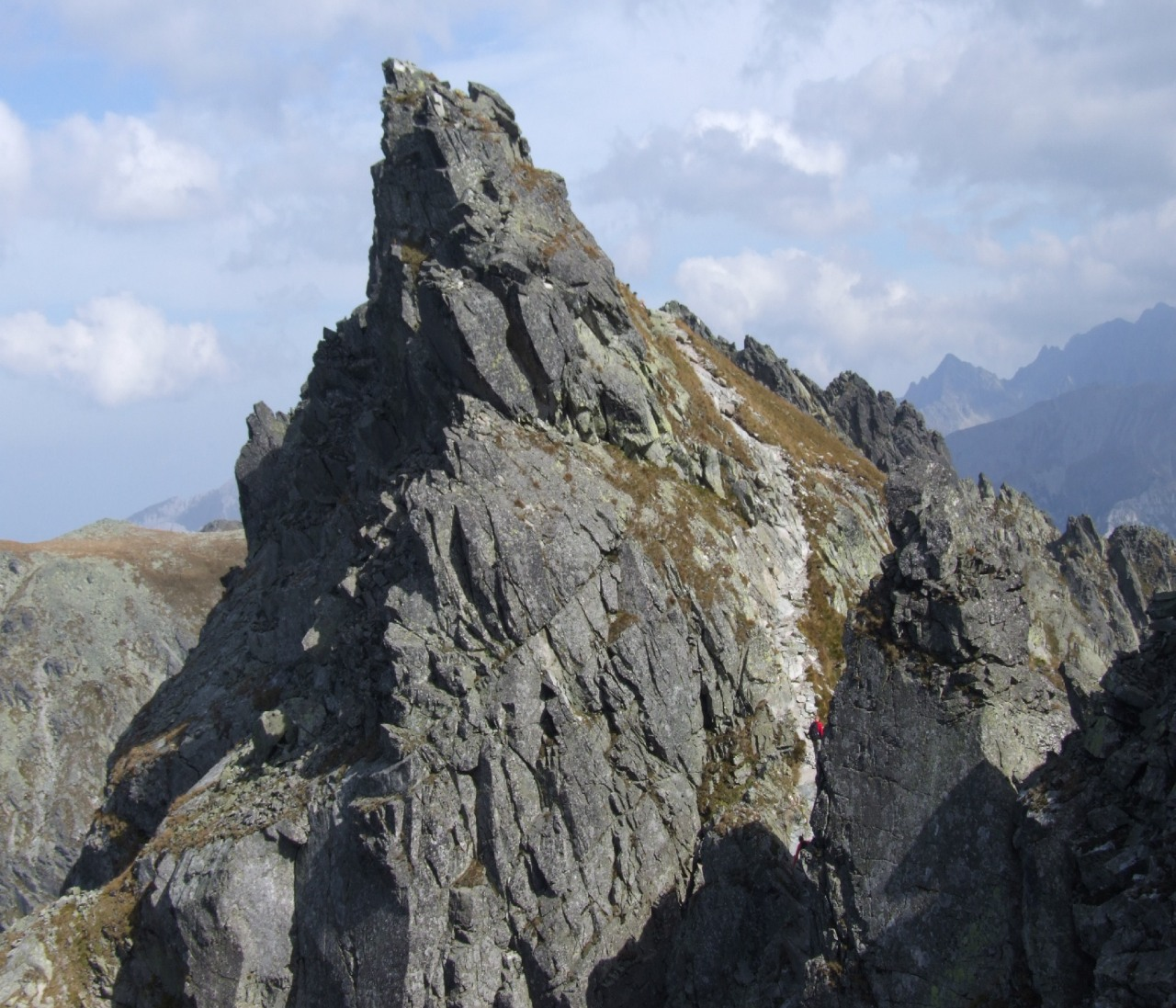
Blick vom Höhenweg Orla Perć

Wanderer, die sich auf den Höhenweg Orla Perć wagen, müssen über den Gipfel gehen. 

### Routen zum Gipfel
Auf den Gipfel führt ein Höhenweg: 
- ▬ Der rot markierte Höhenweg Orla Perć vom Bergpass Zawrat über den Gipfel auf den Bergpass Krzyżne. Als Ausgangspunkt für eine Besteigung des Höhenwegs eignen sich die Berghütten Schronisko PTTK Murowaniec sowie Schronisko PTTK w Dolinie Pięciu Stawów Polskich.

## Belege
- Zofia Radwańska-Paryska, Witold Henryk Paryski, Wielka encyklopedia tatrzańska, Poronin, Wyd. Górskie, 2004, ISBN 83-7104-009-1.
- Tatry Wysokie słowackie i polskie. Mapa turystyczna 1:25.000, Warszawa, 2005/06, Polkart ISBN 83-87873-26-8.

## Panorama

Blick vom Tal Dolina Pańszczyca